# Американська кристалографічна асоціація
Америка́нська кристалографі́чна асоціа́ція (англ. American Crystallographic Association, ACA) — некомерційне наукове товариство, що об'єднує науковців, які працюють в галузі кристалографії та вивчають структуру речовини на атомному і молекулярному рівнях.

## Історична довідка
Американська кристалографічна асоціація була заснована у 1949 році через злиття Американського товариства дифракції рентгенівського випромінення і дифракції електронів (англ. American Society for X-Ray and Electron Diffraction, ASXRED) і Кристалографічного товариства Америки (англ. Crystallographic Society of America, CSA).
У 1966 році Асоціація увійшла до складу Американського інституту фізики.

## Склад
Станом на 2022 рік членами товариства були майже 1200 науковців з усього світу

## Видавнича діяльність
Товариством видаються праці його членів, книги з програмами та анотаціями доповідей зустрічей, з'їздів та конференцій, що проводяться товариством, а також монографії.
Рецензований науковий журнал з відкритим доступом Structural Dynamics (SDY) фокусується на останніх розробках в експериментальних і теоретичних методах і техніках досліджень електронної та геометричної структури, а також зміни хімічних, біологічних систем і систем конденсованих речовин у часі. Видається спільно видавництвом AIP Publishing і ACA (The Structural Science Society) та публікує статті світової спільноти дослідників, які просувають кристалографію та науку про структури..
Інформація про поточні події, останні розробки та життя ACA публікується у щоквартальному інформаційному бюлетені RefleXion Newsletter. Він також висвітлює нотатки про діяльність Міжнародного союзу кристалографії.

## Наукові нагороди від товариства
Американська кристалографічна асоціація присуджує низку наукових нагород за досягнення в галузі кристалографії та суміжних науках:
- Премію Бертрама Юджина Уоррена з дифракційної фізики (англ. Bertram Eugene Warren Diffraction Physics Award) вручають за важливий недавній внесок у фізику твердих тіл або рідин за допомогою методів рентгенівської, нейтронної чи електронної дифракції. Її вручають з 1970 року щотри роки[8]
- Премію Бюргера (англ. M.J. Buerger Award) присуджують як відзнаку для зрілих вчених, які зробили винятковий внесок у сферах інтересів ACA. Її вручають з 1985 року щотри роки[9]
- Премія пам'яті Фанкучена (англ. Fankuchen Memorial Award) — нагорода для відзначення внеску у кристалографічні дослідження того, хто знаний як ефективний викладач кристалографії, її вручають з 1971 року щотри роки[10]
- Премію Паттерсона (англ. A.L. Patterson Award) вручають як визнання та заохочення видатних досліджень структури матерії методами дифракції, включаючи значний внесок у методологію визначення структури та/або інноваційне застосування методів дифракції та/або пояснення біологічних, хімічних, геологічних чи фізичних явищ з використанням нової структурної інформації. Її вручають з 1981 року щотри роки[11]
- Премію Кеннета Трублада (англ. Kenneth N. Trueblood Award) присуджують на знак визнання виняткових досягнень в обчислювальній або хімічній кристалографії, вручають з 2001 року щотри роки[12]
- Премія Елізабет Вуд з наукової літератури (англ. Elizabeth A. Wood Science Writing Award) — для відзначення осіб, які написали книги чи статті, що привертають увагу широкої аудиторії до науки, її вручають з 1997 року раз щотри роки[13]
- Премію Маргарет Еттер за ранню кар'єру (англ. Margaret C. Etter Early Career Award) вручають як визнання видатних досягнень та виняткового потенціалу у кристалографічних дослідженнях, продемонстрованих вченим на ранньому етапі його незалежної кар'єри. Її вручають щороку з 2003 року[14]
- Премію Девіда Рогнлі (англ. David G. Rognlie Award) присуджують за будь-яке вагоме відкриття чи прогрес у галузі вивчення структур, здійснений на будь-якому етапі їхньої кар'єри[15].